# Силес Салинас, Луис Адольфо
Луис Адольфо Силес Салинас (исп. Luis Adolfo Siles Salinas, 21 июня 1925, Ла-Пас, Боливия — 19 октября 2005, там же) — боливийский государственный деятель, президент Республики Боливия (1969).

## Биография
Сын бывшего президента Эрнандо Силеса Рейеса (1926—1930) и братом другого известного политика, дважды занимавшего пост главы государства Эрнана Силеса Суасо (1956—1960 и 1982—1985). Получил высшее юридическое образование на родине, защитив докторскую диссертацию в Испании. В 1955 г. получил американскую стипендию Эйзенхауэра. Являлся членом Социал-демократической партии. Работал адвокатом.
- 1966—1969 гг. — вице-президент,
- 1969—1970 гг. — после гибели в авиационной катастрофе Рене Баррьентоса занял пост главы государства. Был смещен с должности в результате военного переворота во главе с Верховным главнокомандующим генералом Альфредо Овандо Кандиа,
- 1971—1978 гг. — в годы диктатуры Уго Бансера являлся активным защитником прав человека.
- 1978—1987 гг. — председатель Межамериканской комиссии по правам человека, организации по правам человека ОАГ (Организации американских государств).
- 1980 г. — неудачно баллотировался на пост президента Боливии.